# Barry (série de televisão)
Barry é uma série de televisão de tragicomédia criada por Alec Berg e Bill Hader, lançada em 25 de março de 2018, por intermédio da HBO. A série retrata Barry Berkman, um assassino de aluguel que sai da Região Centro-Oeste dos Estados Unidos e vai até Los Angeles, a fim de matar uma pessoa específica, mas passa a ter aulas de teatro com o personagem de Henry Winkler.

## Elenco

### Principal
- Bill Hader como Barry Berkman/Barry Block
- Stephen Root como Monroe Fuches
- Sarah Goldberg como Sally Reed
- Glenn Fleshler como Goran Pazar
- Anthony Carrigan como NoHo Hank
- Henry Winkler como Gene Cousineau

### Recorrente
- Paula Newsome como Detective Janice Moss
- Michael Irby como Cristobal Sifuentes
- Kirby Howell-Baptiste como Sasha Baxter
- D'Arcy Carden como Natalie Greer
- Darrell Britt-Gibson como Jermaine Jefrint
- Andy Carey como Eric
- Alejandro Furth Antonio Manuel
- John Pirrucello como Detective John Loach
- Rightor Doyle como Nick Nicholby
- Mark Ivanir como Vacha/Ruslan
- Nikita Bogolyubov como Mayrbek
- Jessy Hodges como Lindsay Mandel
- Dale Pavinski como Taylor Garrett
- Marcus Brown como Vaughn
- Robert Curtis Brown como Mike Hallman
- Cameron Britton como Simmer
- Karen David como Sharon Lucado
- Chris Marquette como Chris Lucado
- Troy Caylak como Akhmal
- Nick Gracer como Yandal
- James Hiroyuki Liao como Albert Nguyen
- Sarah Burns como Detective May
- Andrew Leeds como Leo Cousineau

### Convidados
- Tyler Jacob Moore como Ryan Madison
- Melissa Villaseñor como Diner Waitress
- Larry Hankin como Stovka
- Jon Hamm como ele mesmo
- Michael Beach como Police Detective
- Patrick Fabian como Space Dad
- Sam Ingraffia como Thomas Friedman
- Daniel Bernhardt como Ronny Proxin
- Jesse Giacomazzi como Lily Proxin
- Jay Roach como ele mesmo
- Allison Jones como ela mesma